# Noyer noir
Juglans nigra
Pour les articles homonymes, voir Noyer (homonymie).
Espèce
Classification phylogénétique
Le Noyer d'Amérique ou Noyer noir (Juglans nigra) est un grand arbre de la famille des Juglandacées, originaire d'Amérique du Nord, largement cultivé pour ses fruits, son bois et ses qualités ornementales. Il est introduit un peu partout dans le monde. Les deux pays européens qui comprennent les plus grandes superficies plantées en noyer noir sont la Hongrie et la Roumanie.

## Description
L'arbre atteint 30 mètres de haut. Le tronc forme un fût très élancé, dénudé en partie basse. L'écorce de couleur très foncée lui a valu son nom de « noyer noir ».
Ses feuilles sont grandes (environ 60 cm de long), caduques, alternes, composées imparipennées comportant 15 à 25 folioles lancéolées à bords dentés.
Les fleurs mâles sont nombreuses et réunies en chatons tandis que les fleurs femelles sont groupées par deux.
Les fruits sont des drupes contenant des noix de 4 à 5 cm de diamètre de forme subglobuleuse, à coque rugueuse très dure. 

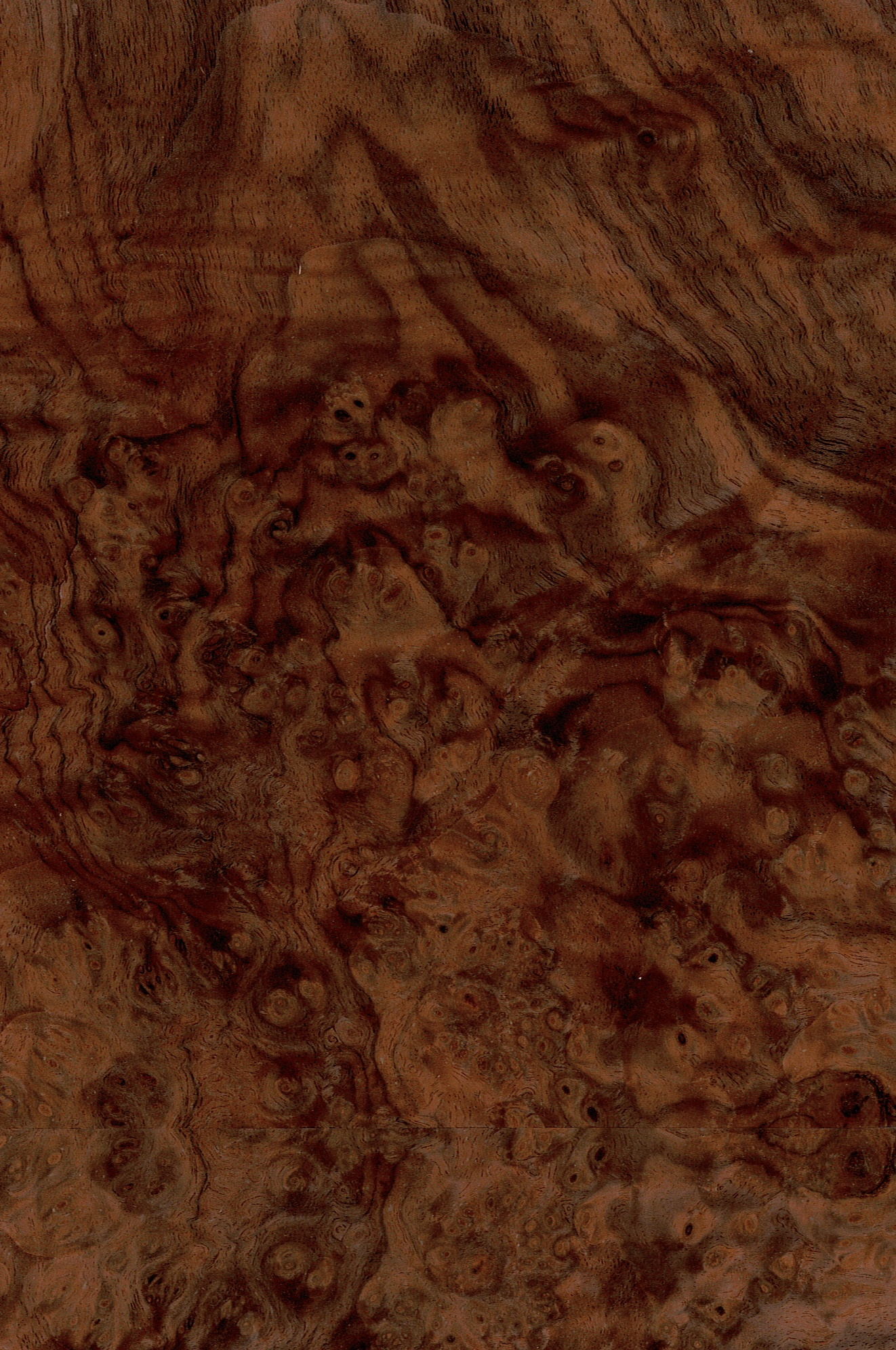
Un bois veiné et brun foncé.

Le bois est lourd, homogène, de couleur brun foncé et très résistant à l'humidité.

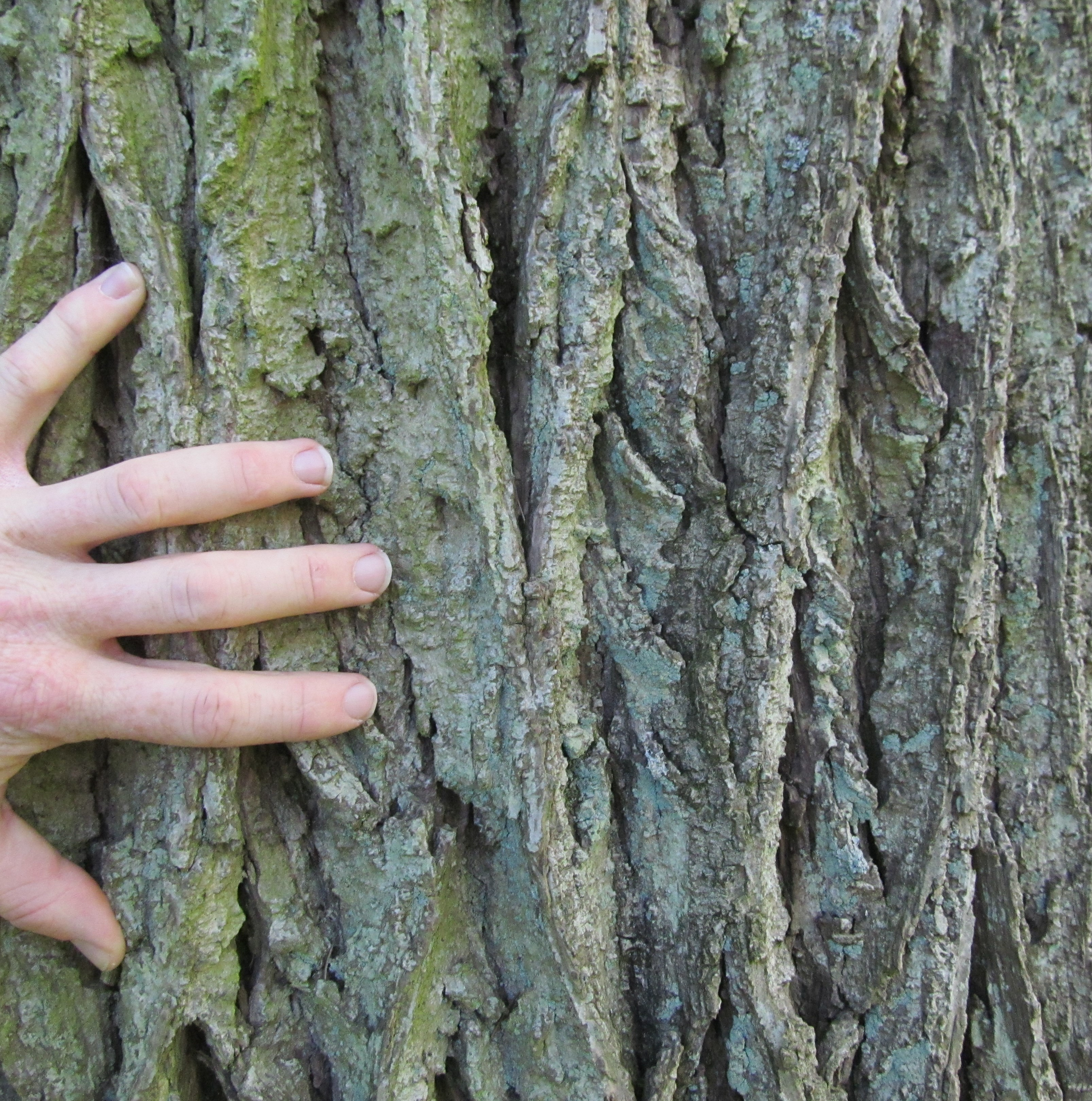
L'écorce est profondément nervurée.
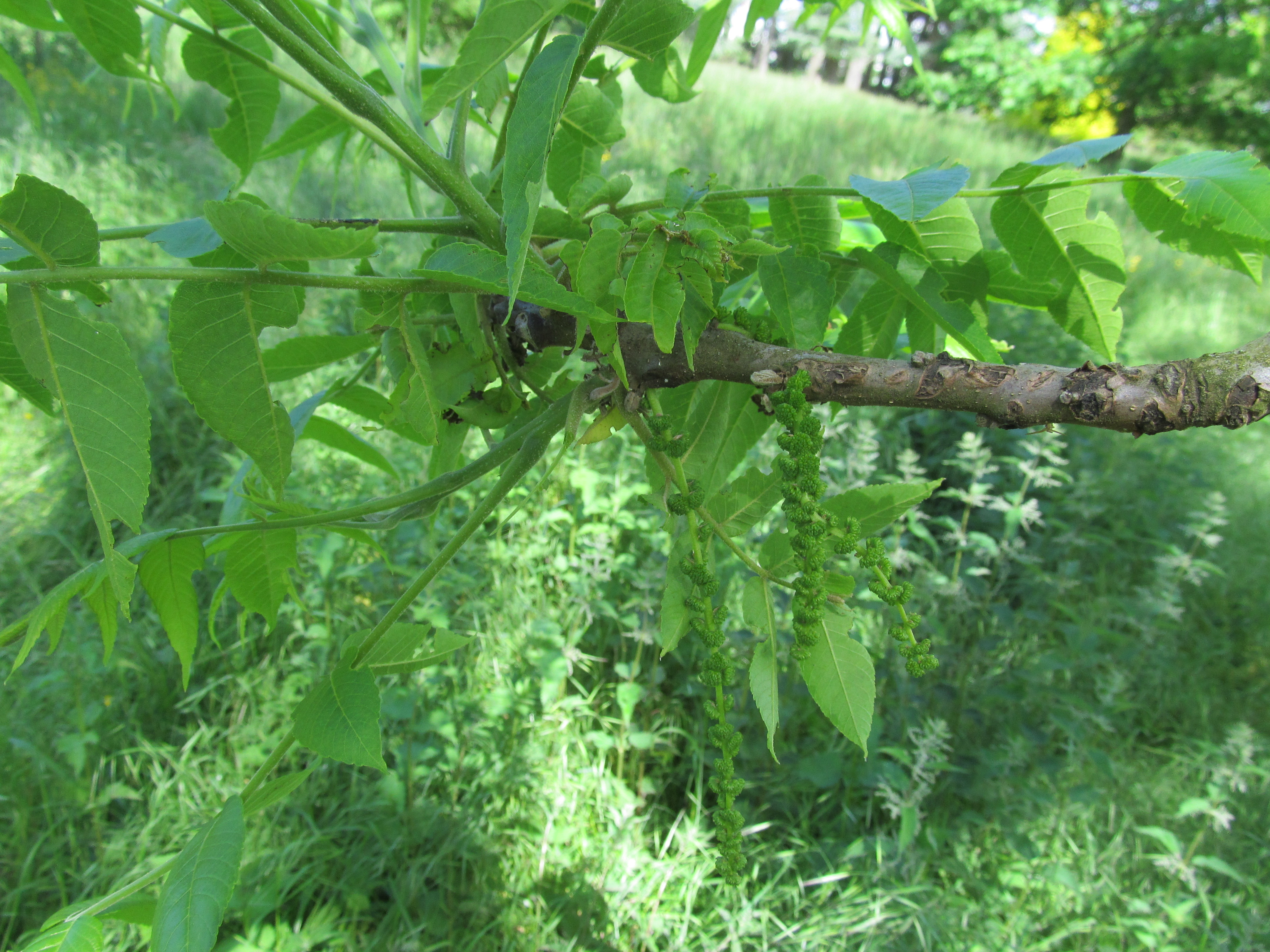
Jeunes feuilles de Juglans Nigra.
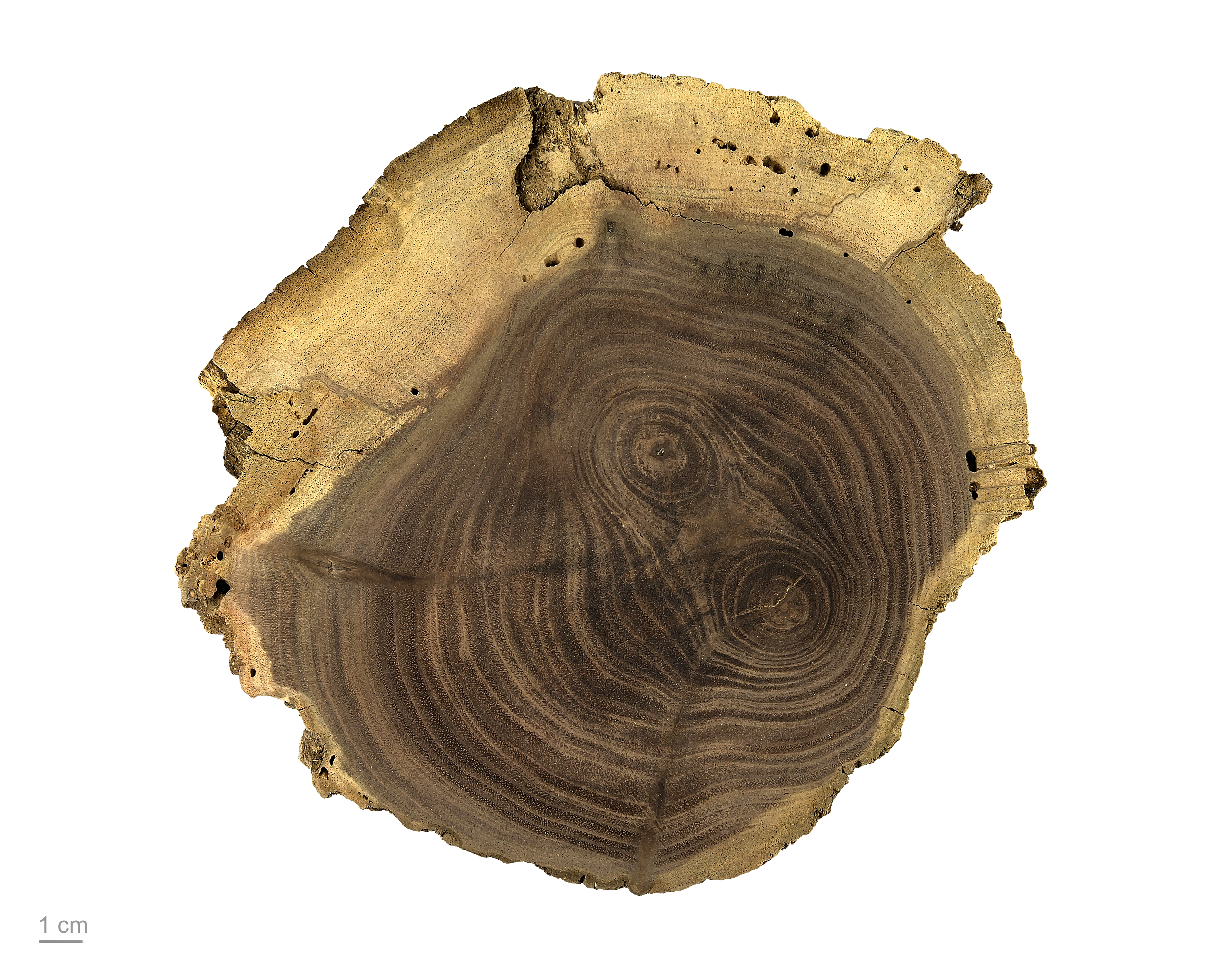
Juglans nigra - Museum specimen - MHNT.
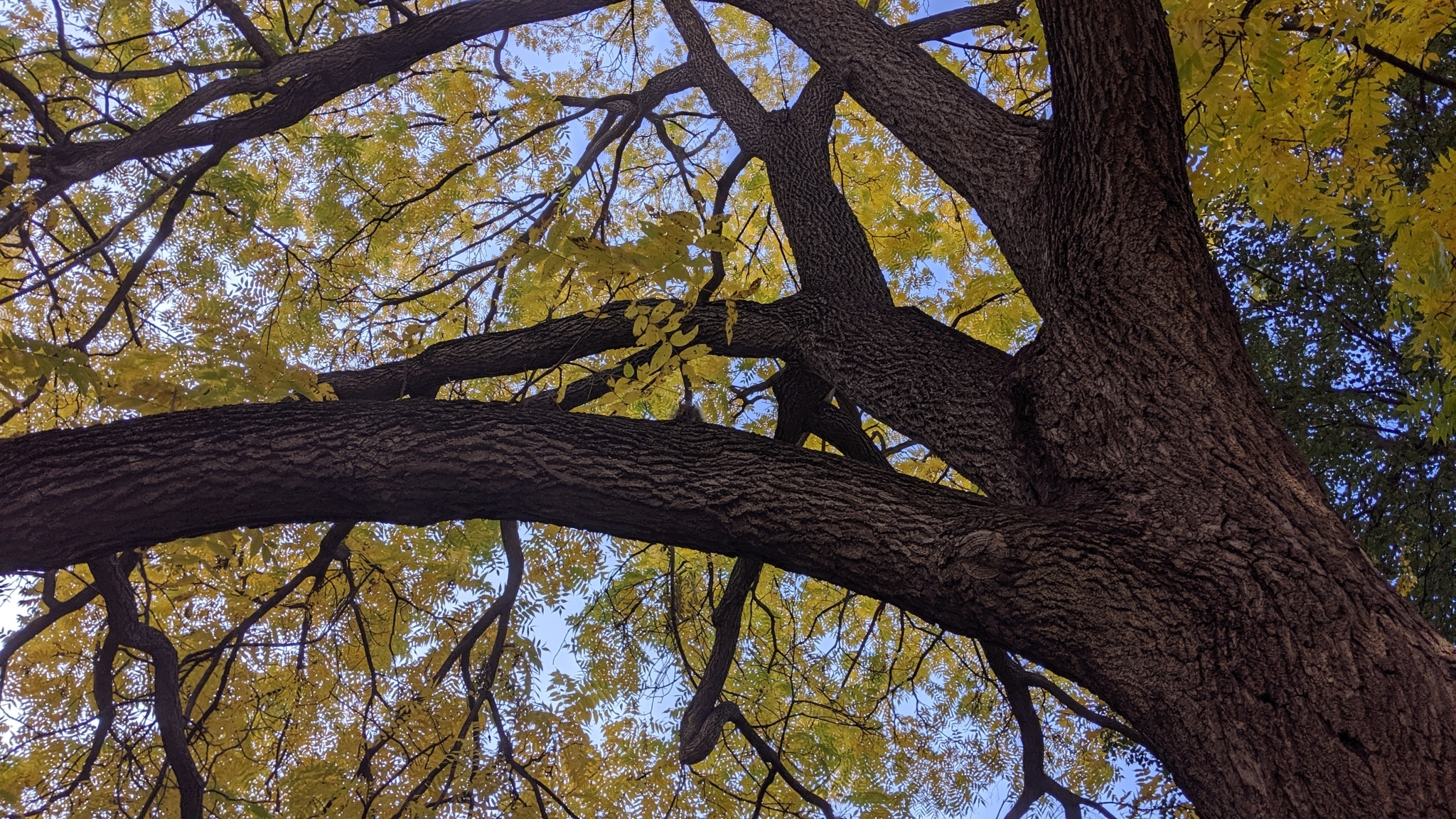
Feuilles d'automne du noyer noir.

## Distribution

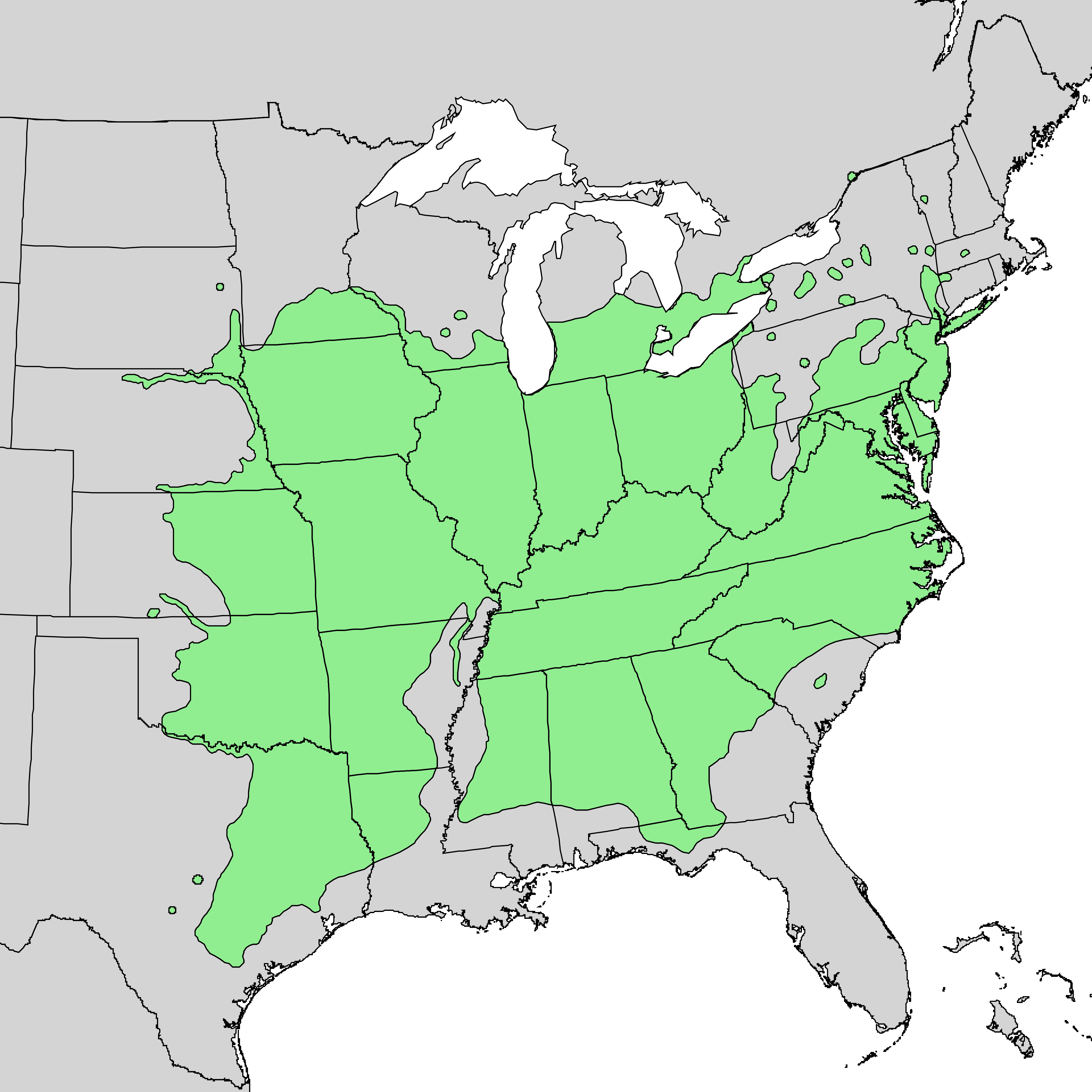
Carte de la distribution du noyer noir.

Cette espèce est originaire de la moitié est des États-Unis, jusqu'au Texas et au Minnesota, et du Canada (indigène au sud de l'Ontario). Il est très abondant dans les monts Alleghanys et dans le bassin du fleuve Mississippi.
Il fut introduit dès 1629 en Europe, où on le plante pour son bois de qualité et pour sa croissance rapide. L’arbre a besoin d’un bon ensoleillement et supporte le gel jusqu’à -35 °C.
La plantation la plus septentrionale est celle du Domaine Joly-de Lotbinière, dans la région de Chaudière-Appalaches (Québec, Canada), à Sainte-Croix. Elle fut plantée en 1882 par Henri-Gustave Joly de Lotbinière, ce qui en fait de surcroît la plus vieille plantation d'une essence de feuillus nobles en Amérique du Nord

## Utilisation

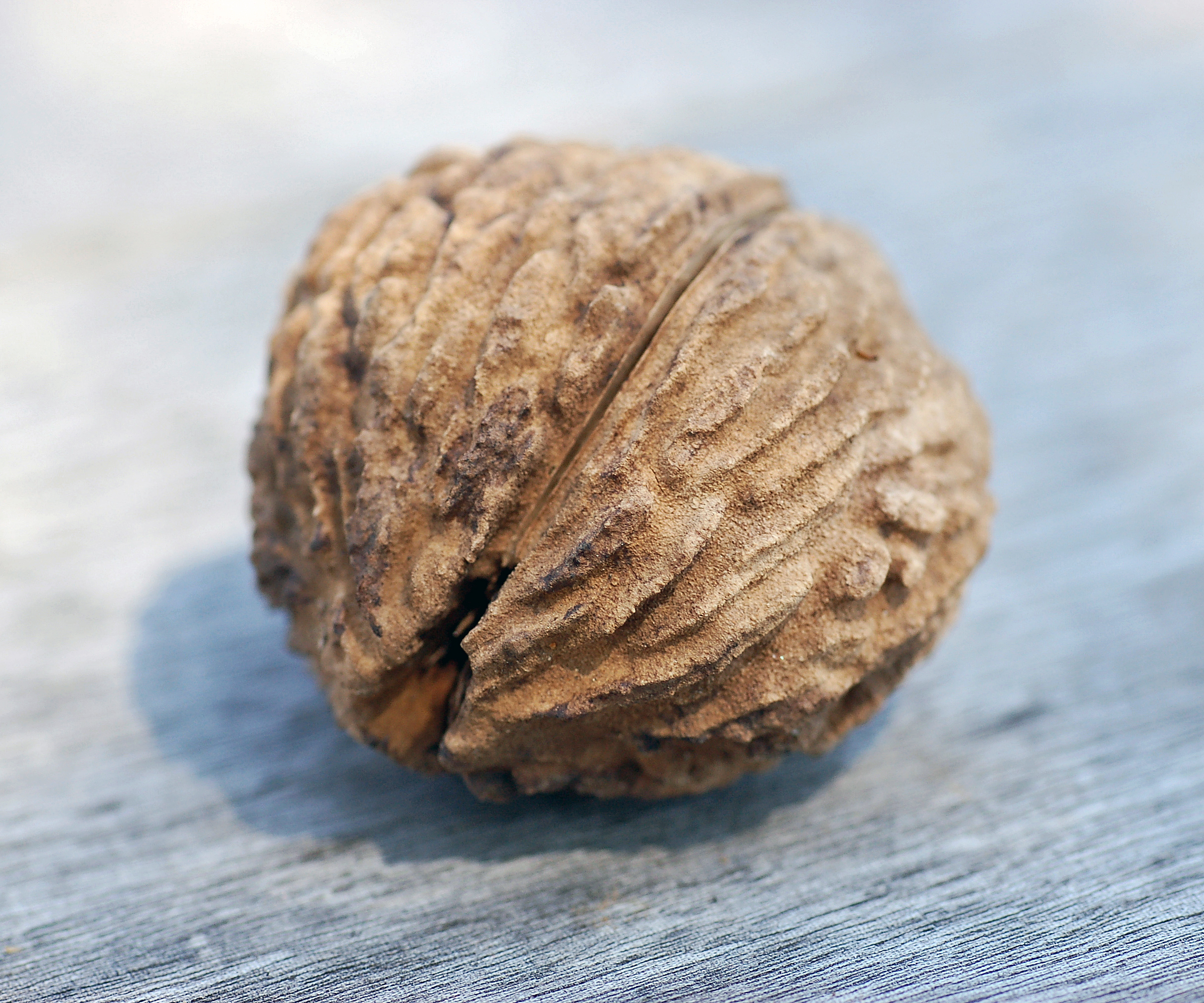
Noix d'un noyer noir.

Le bois de noyer noir est le bois ayant la plus grande valeur de vente[réf. souhaitée] car on en fabrique des meubles et boiserie de luxe et il est considéré comme un signe de noblesse. Le noyer noir est parfois utilisé comme porte-greffe pour les variétés de noyers communs car cela accélère la mise à fruit. De plus, le noyer noir résiste au pourridié en particulier dans les terrains humides. En revanche, l'arbre ainsi greffé ne vivra qu'une quarantaine d'années, contre une centaine pour une greffe sur noyer commun.

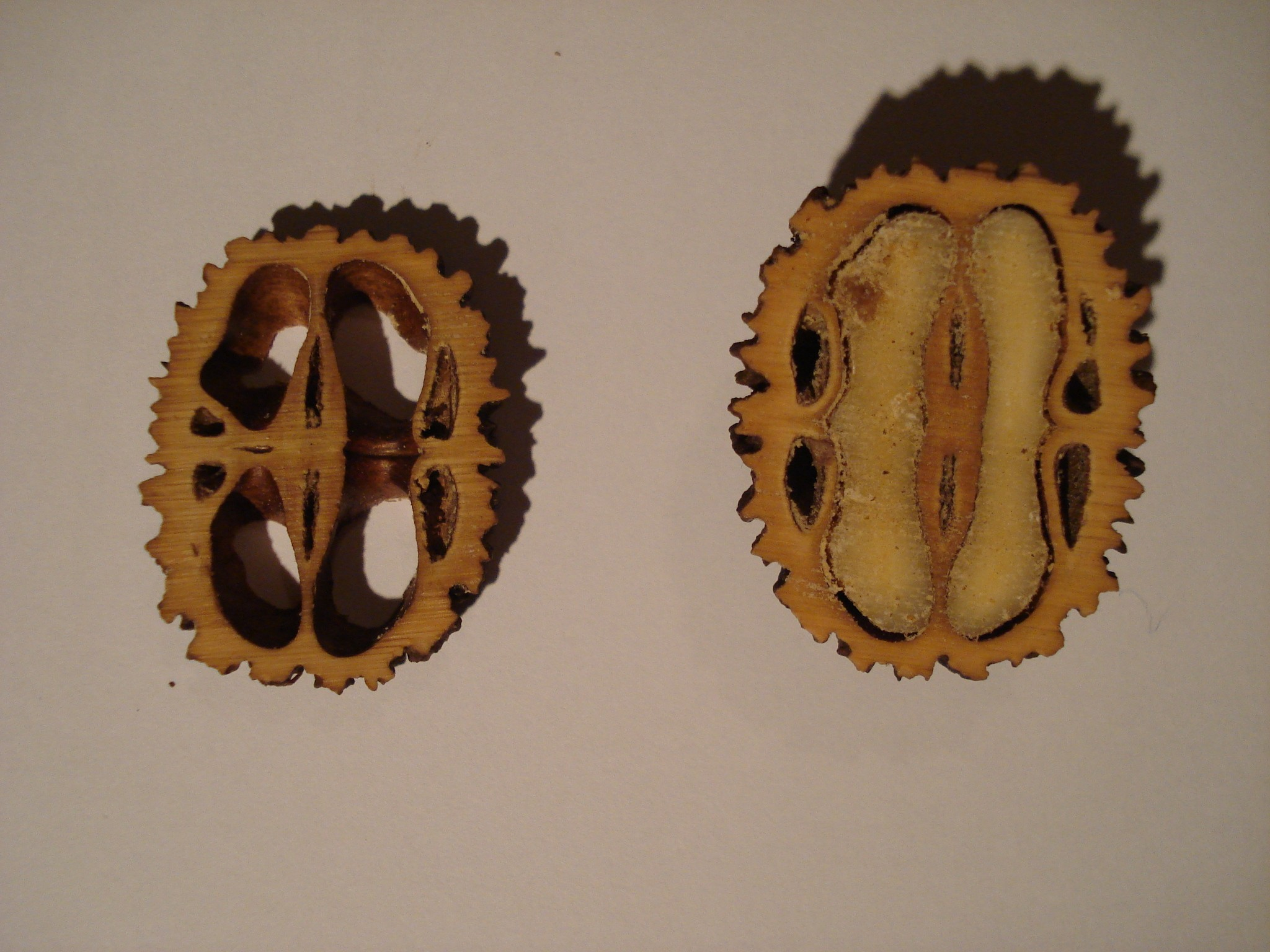
Les loges et la graine en section.

On l’exploite pour son bois de qualité mais également pour ses fruits dont on peut extraire une huile. Sa coquille très dure peut également être broyée et être alors utilisée comme papier sablé.
Aux États-Unis cet arbre est très apprécié pour son bois et ses noix : il est utilisé dans la fabrication de meubles, dans la cuisine, l'aménagement paysager et dans la fabrication de fusils. Les noix sont récoltées pour créer des tartes, des bonbons, et parfois comme ingrédient dans les muffins.
Au Canada, la microbrasserie Alchimiste utilise la noix de noyer noir biologique dans une bière de type porter.